# 馬赫諾湖 (朗斯多夫)

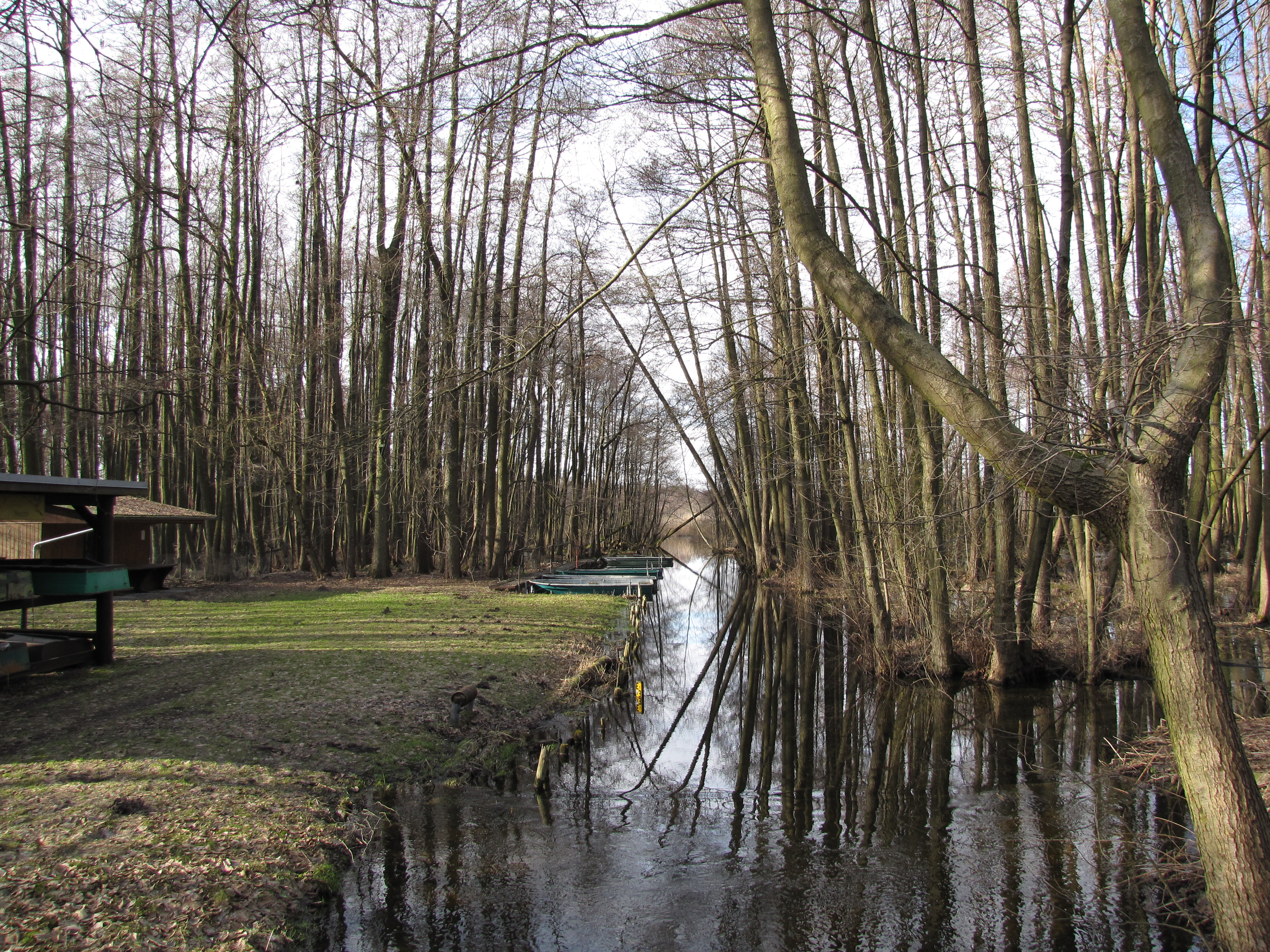

52°16′41″N 13°26′56″E / 52.27806°N 13.44889°E
馬赫諾湖（德語：Machnower See），是德國的湖泊，位於該國西南部，由勃蘭登堡州負責管轄，處於朗斯多夫南端，面積0.08平方公里，海拔高度36米，最大水深0.5米。